# Roussieux
Roussieux é uma comuna francesa na região administrativa de Auvérnia-Ródano-Alpes, no departamento de Drôme. Estende-se por uma área de 9,42 km². Em 2010 a comuna tinha 25 habitantes (densidade: 2,7 hab./km²).